# 紅狼
『紅狼』（ホンラン/Hong Lang）は、鷹匠政彦原作、岡村賢二作画による日本の漫画及び、それを原作としたOVA。

## ストーリー
199X年。モンゴル人民共和国のヘンティー山脈において、日蒙合同によるチンギス・ハーン陵墓の発掘調査が行われていた。その陵墓の中で、シャグダル博士・江沢博士・篠田博士の三人は三本の矢を構えたチンギス・ハーンのミイラを発見した。「世紀の大発見」と喜ぶ三人だったが、その直後、陵墓は地震によって崩壊してしまう。慌てて陵墓から脱出しようとする三人に、チンギス・ハーンが「1000日後に、三人の大王がヨーロッパを侵略し世界を滅ぼす。それを阻止出来るのは、矢傷のある三人の若者だけだ」と語りかける。
数カ月後。中華人民共和国の北京で、拳法家の厳宝林が殺害される事件が発生した。弟子の荊は仇討ちを誓うが、直後に大王の使いを名乗る男から襲撃を受ける。同じ頃、日本の東京では、江沢博士がひき逃げされ死亡する事件が発生していた。現場に偶然居合わせた瑞穂は、その夜、江沢博士から受け取ったフロッピーディスクを狙う男の襲撃を受けた。男を撃退した瑞穂がフロッピーディスクを確認すると、そこには「矢傷をもつ紅狼は北京にいる」という一文があった。瑞穂は、自分と同じ矢傷をもつ人間が「紅狼」と呼ばれていることを知り、その謎を解くため北京に向かうが、瑞穂の乗った飛行機は大王によって撃墜されてしまう。
一方、大王の使いに襲われていた荊は、北京闇社会のボスである劉光に命を救われる。劉は大王についての情報を知っており、自分のアジトに荊を招いた。そこには劉の部下に助けられた瑞穂がおり、二人は前世から転生した紅狼であることを知る。劉のアジトを後にした二人だったが、直後に大王配下の呉太仁に捕まってしまう。呉の屋敷に連れて来られた二人はそこで、大王の正体が「悟空」と呼ばれるコンピューターであることを知る。呉の屋敷から脱出した二人は、助けにきた劉光や中国の民主化を目指す中華民主団結連盟のメンバーと合流し、大王を倒すための方法が書かれている「孫子の拳譜」を手に入れるため始皇帝陵に向かう。
始皇帝陵に向かう途中、荊は厳の高弟・羅風に出会い、羅の案内で始皇帝の地下宮殿に入り、「孫子の拳譜」を手に入れるが、劉光の裏切りに遭い「孫子の拳譜」を燃やされそうになるが、突風が吹き焼失を免れる。その隙を突き、瑞穂が劉光の首筋を矢で突くと、その部分が紅狼の証の矢傷となる。自分が三人目の紅狼だと知った劉光は、荊・瑞穂と共に大王を倒すため、大王の手先である呉陽平の屋敷に向かう。
呉陽平の屋敷では、悟空が「アングルモア計画」を発動し、ヨーロッパへの核攻撃のカウントダウンが始まる。そこに荊たちが現れ、悟空は始皇帝、チンギス・ハーン、毛沢東の姿となり荊たちに襲いかかる。荊たちは始皇帝と毛沢東を倒すが、戦いの中で劉光は死んでしまう。チンギス・ハーンは想念の世界から現実の世界に現れ、中国人民解放軍を操り民主化運動の弾圧を図るが、荊と瑞穂に敗れ倒される。悟空は再び転生して世界を滅ぼすことを告げ機能を停止する。
呉陽平の屋敷を出ると、紅狼伝説に導かれた民衆が再び天安門広場に集まり民主化を求めていた。羅は荊と瑞穂に、現世での紅狼の役目が終わったことを告げる。瑞穂は荊と結ばれることを望むが、社会から抹消された黒孩子の荊と結ばれることは叶わず、二人は来世での再会を誓い別れた。

## 登場人物

### 紅狼
荊（シン）
北京で暮らす黒孩子の青年。天涯孤独だったところを厳に拾われ、弟子として育てられる。額に矢傷をもつ紅狼で、瑞穂とは前世で恋人同士だった。
厳を殺されたことから「大王」の陰謀に巻き込まれる。「悟空」を倒し使命から解放された後、来世での再会を誓って瑞穂と別れる。
鷲尾 瑞穂（わしお みずほ）
東京で暮らす女子大生。恥骨の部分に矢傷をもつ紅狼。
江沢博士にフロッピーディスクを託されたことから、「大王」の陰謀に巻き込まれる。荊と結ばれることを望んでいたが、立場の違いから叶わず、来世での再会を誓って荊と別れる。
劉 光（リュウ・グアン）
北京闇社会のボス。荊と同じ黒孩子。瑞穂に首を刺された際に、紅狼として覚醒する。
チンギス・ハーンに致命傷を負わされ、毛沢東と刺し違えて死亡する。OVA版では致命傷を負うが、死なずに生還する。

### 大王一派
悟空（ウクオン）
日本企業NBMが開発した、人工知能をもつ第五世代コンピューター。中国首脳を操り、実質的に中国を支配している。
始皇帝、チンギス・ハーン、毛沢東から転生した霊魂。アジア・ヨーロッパ間で戦争を引き起こし人類を滅ぼそうと画策するが、荊たちに阻止され破壊される。
秦始皇帝（チィンシーファン）
「三人の大王」の一人。秦帝国の初代皇帝で、暴虐を重ねた暴君。竜を率いて闘うが、荊に倒される。
チンギス・ハーン
「三人の大王」の一人。モンゴル帝国の初代皇帝で、ヨーロッパを席巻した。想念の世界から現実世界に現れ民衆虐殺を図るが、荊に阻止され倒される。
毛 沢東（マウ・ツォートン）
「三人の大王」の一人。中華人民共和国の初代国家主席で、文化大革命を引き起こし「神」として中国を支配した。チンギス・ハーンと連携して劉に致命傷を与えるが、劉に倒される。
呉 陽平（ウー・ヤンピン）
前国家主席。天安門事件で民衆虐殺を命令した張本人。
専制支配に反逆する紅狼の抹殺を図るが、実際は悟空に利用されているだけだった。
モデルは鄧小平。
呉 太仁（ウー・タイエン）
陽平の息子。文化大革命の際、「走資派・陽平の息子」として紅衛兵から拷問を受け、それ以降下半身不随となった。
荊と瑞穂を殺そうとするが、助けに来た劉に殺される。
黄（ホワン）
公安局の科長。厳を殺した張本人。荊が紅狼と知り殺そうとするが、返り討ちに遭う。

### その他
厳 宝林（イエン・パオリン）
盲目の拳法の達人。荊の師匠で育ての親。三人の大王を脅かす存在と見なされ殺される。
羅 風（ルオ・フォン）
厳の高弟。方術士の家系で、先祖は始皇帝陵墓の場所を選定した。
荊と瑞穂に紅狼伝説を伝え「孫子の拳譜」を探し、悟空との戦いの場に立ち会う。
温（ウエン）
荊の友人。妹を天安門事件の際、軍に殺されている。荊・瑞穂・小鼠と共に太仁に捕まり、妹の仇を討とうとして殺される。
OVA版では、太仁の車に衝突され死亡する。
小鼠（シャオシュ）
荊の友人。荊・瑞穂たちと共に、「孫子の拳譜」を探しに始皇帝の地下宮殿に向かう。
柴 美（チャイ・メイ）
中華民主団結連盟（華民連）のメンバーで、天安門事件の学生リーダー。
荊・瑞穂たちと共に始皇帝の地下宮殿に向かい、その後、北京で再び民主化運動を主導する。
モデルは柴玲。
長 文（チャン・ウェン）、永 長（エン・チャン）
華民連のメンバー。始皇帝の地下宮殿に同行し、日本の大王の部下から荊・瑞穂を守るため闘い殺される。
孫 立（スエン・リー）
国家主席。陽平の傀儡。紅狼伝説に導かれた民衆の対応に苦慮する。
江沢 文夫（えざわ ふみお）
考古学会の重鎮。チンギス・ハーン陵墓の発掘に当たり、そこで紅狼伝説を知る。そのため「大王」に殺される。

## 用語
紅狼/紅狼伝説（ホンラン/ホンランでんせつ）
「大王の専制支配を断ち切る」とされている三人の人間及び、それを伝える伝説。転生を繰り返し、その時代の大王を討ち倒す使命を負う三人には狼の形をした同じ矢傷がある。紅狼は三人揃って初めて大王を倒す力を持つことができ、一人でも欠けると本来の力を発揮することは出来ない。
中国当局は「体制転覆に繋がる思想」として伝説を危険視し、伝説を説き回る人物を弾圧している。
大王（だいおう）
中国（アジア）を支配する黒幕。劉曰く「資本主義が生んだ妖怪」。中国を支配する三人の大王の他に、香港と日本に大王がいるとされているが、正体は悟空が産んだ想念で、実在しない存在だった。
孫子の拳譜（そんしのけんふ）
孫子が記した拳法の奥義。「兵法書」「算経」と合わせれば「世界の大王」になれると言い伝えられている。

## 書誌情報
- 紅狼(1) 1990年7月5日発売 ISBN 4-09-151201-1
- 紅狼(2) 1990年12月5日発売 ISBN 4-09-151202-X

## OVA
1993年7月7日に発売。性的・暴力的・政治的な描写はカット、もしくはソフトな描写に修正されている。また、第2巻の内容は大部分がカットされており、終盤の展開も原作とは異なる。

### スタッフ
- 企画 - 宍戸史紀
- エグゼクティブプロデューサー - 高尾弘
- プロデューサー - 杉山潔、野村和史
- 原作 - 鷹匠政彦
- 原作画 - 岡村賢二
- 監督・脚本 - 増尾昭一
- キャラクターデザイン - 小林充利
- 設定デザイン - 未武康光、今掛勇
- 絵コンテ - 増尾昭一、菊地康仁、今掛勇
- 作画監督 - 黒田和也、今掛勇、菊地康仁
- 美術監督 - 佐々木洋
- 撮影監督 - 岡崎英夫
- 音響監督 - 山田悦司
- 音響効果 - 横山正和
- 演出 - 菊地康仁
- 特効 - 山本公、前川孝
- 色指定 - 高木雅人、岩瀬弘征
- 録音 - 宮崎菊子
- 背景 - 佐々木洋、アップル、NARAプロダクション
- 編集 - 西出榮子
- 台詞編集 - 田中一也
- 音楽 - 小笠原寛
- 音楽制作 - 愛があれば大丈夫
- 音楽制作協力 - エフワン・モード、加藤文夫
- 音響制作 - HALF H.P、ライズスピリット
- 製作 - 東芝EMI、A.P.P.P

### 声の出演
- 荊 - 辻谷耕史
- 瑞穂 - 安藤ありさ
- 劉光 - 江原正士
- 沢木郁也
- 中村秀利
- 梅津秀行
- 北村弘一
- 宇垣秀成
- 熊谷ニーナ
- 金丸淳一
- 中田和弘
- 大滝進矢
- 二又一成
- 辻親八